# Guardabosone
Guardabosone là một đô thị ở tỉnh Vercelli trong vùng Piedmont thuộc Ý, có cự ly khoảng 80 km về phía đông bắc của Torino và khoảng 45 km về phía tây bắc của Vercelli. Tại thời điểm ngày 31 tháng 12 năm 2004, đô thị này có dân số 344 người và diện tích là 6,8 km².
Guardabosone giáp các đô thị: Ailoche, Borgosesia, Caprile, Crevacuore, Postua, Scopa, Scopello, và Serravalle Sesia.